# جوزيف جيسوب
جوزيف جيسوب (بالإنجليزية: Joseph Jessop)‏ هو متسابق يخت أمريكي، ولد في 24 يوليو 1898 في لوس أنجلوس في الولايات المتحدة، وتوفي في 24 مارس 1996 في سان دييغو في الولايات المتحدة.

## وصلات خارجية
- جوزيف جيسوب على موقع أوليمبيديا (الإنجليزية)